# Трусовка (Омская область)
Трусовка — деревня в Омском районе Омской области, в составе Петровского сельского поселения.

## История
Бывшее меннонитское село, основано в 1900 году. Основатели — К. К. Эзау, И. К. Эзау, И. И. Зименс и др. из Крыма. До 1917 года в составе Бородинской волости Тюкалинского уезда Тобольской губернии. В 1928 г. посёлок Трусовка состоял из 19 хозяйств, основное население — немцы. Центр Трусовского сельсовета Бородинского района Омского округа Сибирского края.

## Население
| 2006 | 2010 |
| ---- | ---- |
| 213  | ↘142 |